# 1952-es magyar úszóbajnokság
Az 1952-es magyar úszóbajnokságot szeptemberben rendezték meg a Nemzeti Sportuszodában. A bajnokságon a szakszervezetek (SZOT) három csapata valamint a Dózsa, Honvéd, Bástya és az MTSE egyesületek 1-1 közös csapata indíthatott versenyszámonként két-két versenyzőt, akiknek 1952-ben legalább II. osztályú minősítést kellett elérniük. Ezenkívül az Országos Testnevelési és Sportbizottság (OTSB) által meghívott sportolók nevezhettek még.
Három versenyszámot Egerben, szeptember 14-én rendeztek meg.

## Eredmények

### Férfiak
| Versenyszám                                        | Arany                                                  | Arany   | Ezüst                                              | Ezüst   | Bronz                                              | Bronz   |
| -------------------------------------------------- | ------------------------------------------------------ | ------- | -------------------------------------------------- | ------- | -------------------------------------------------- | ------- |
| 100 m gyorsúszás Döntő: szeptember 5.              | Kádas Géza SZOT I                                      | 57,8    | Gyöngyösi László SZOT I                            | 1:01,6  | Káldi SZOT III                                     | 1:02,2  |
| 200 m gyorsúszás Döntő: szeptember 6.              | Nyéki Imre Honvéd                                      | 2:10,9  | Csordás György SZOT I                              | 2:12,2  | Kettesi Gusztáv Honvéd                             | 2:13,6  |
| 400 m gyorsúszás Döntő: szeptember 7.              | Csordás György SZOT I                                  | 4:43,5  | Káldi SZOT I                                       | 4:59,0  | Mitró György Honvéd                                | 4:59,6  |
| 800 m gyorsúszás Döntő: szeptember 5.              | Mitró György Honvéd                                    | 10:25,0 | Kanizsa Tivadar Dózsa                              | 10:26,8 | Hevesi Honvéd                                      | 10:50,4 |
| 1500 m gyorsúszás Döntő:.szeptember 7.             | Kettesi Gusztáv Honvéd                                 | 19:58,6 | Mitró György Honvéd                                | 20:06,8 | Kanizsa Tivadar Dózsa                              | 20:07,2 |
| 100 m hátúszás Döntő: szeptember 7.                | Nyéki Imre Honvéd                                      | 1:11,5  | Válent Gyula SZOT I                                | 1:12,2  | Bolvári Antal Honvéd                               | 1:13,2  |
| 200 m hátúszás Döntő: szeptember 14.               | Nyéki Imre SZOT II                                     | 2:33,0  | Bolvári Antal Honvéd                               | 2:39,5  | Csordás György SZOT I                              | 2:40,3  |
| 100 m mellúszás Döntő: szeptember 6.               | Utassy Sándor SZOT I                                   | 1:15,6  | Aradi Dózsa                                        | 1:17,2  | Gyurcsik SZOT I                                    | 1:18,6  |
| 200 m mellúszás Döntő: szeptember 5.               | Utassy Sándor SZOT I                                   | 2:47,1  | Aradi Dózsa                                        | 2:47,3  | Gyurcsik SZOT I                                    | 2:53,6  |
| 100 m pillangóúszás Döntő: szeptember 6.           | Tumpek György Honvéd                                   | 1:12,3  | Németh SZOT I                                      | 1:13,7  | Barcs Dózsa                                        | 1:13,8  |
| 200 m pillangóúszás Döntő: szeptember 5.           | Tumpek György Honvéd                                   | 2:44,1  | Varga G. Honvéd                                    | 2:49,0  | Németh S SZOT I                                    | 2:49,9  |
| 300 m vegyes úszás Döntő: szeptember 14.           | Kettesi Gusztáv Honvéd                                 | 4:01,4  | Varga Honvéd                                       | 4:04,0  | Gyöngyösi SZOT I                                   | 4:04,7  |
| 4 × 100 m gyorsváltó Döntő: szeptember 7.          | Honvéd Hevesi Kettesi Gusztáv Nyéki Imre Tumpek György | 4:03,3  | SZOT I Ergényi Csordás György Gyöngyösi Kádas Géza | 4:04,3  | Dózsa                                              | 4:12,8  |
| 4 × 200 m gyorsváltó Döntő: szeptember 5.          | Honvéd Mitró György Hevesi Kettesi Gusztáv Nyéki Imre  | 9:00,0  | SZOT I Joó Gyöngyösi Kádas Géza Csordás György     | 9:03,2  | Dózsa Keméndy Hasznos István Garai Kanizsa Tivadar | 9:31,6  |
| vegyesváltó 100-200-200-100 m Döntő: szeptember 6. | Honvéd Bolvári Antal Varga Tumpek György Mitró György  | 7:52,2  | SZOT I Válent Gyula Utassy Sándor Németh Klein     | 8:00,0  | Dózsa Bánki Horváth Béla Aradi Barcs Váradi        | 8:14,0  |

### Nők
| Versenyszám                                 | Arany                                                          | Arany   | Ezüst                                                       | Ezüst   | Bronz                                                        | Bronz   |
| ------------------------------------------- | -------------------------------------------------------------- | ------- | ----------------------------------------------------------- | ------- | ------------------------------------------------------------ | ------- |
| 100 m gyorsúszás Döntő: szeptember 5.       | Temes Judit SZOT I                                             | 1:07,9  | Gyergyák Magda SZOT I                                       | 1:12,2  | Kárpáti Judit SZOT II                                        | 1:14,5  |
| 200 m gyorsúszás Döntő: szeptember 6.       | Sebő Ágota SZOT I                                              | 2:34,2  | Gyergyák Magda SZOT I                                       | 2:40,6  | Gebhardt Gizella SZOT II                                     | 2:59,0  |
| 400 m gyorsúszás Döntő: szeptember 14.      | Sebő Ágota SZOT I                                              | 5:37,2  | Gyergyák Magda SZOT I                                       | 5:48,0  | Nagy Éva SZOT II                                             | 5:54,5  |
| 800 m gyorsúszás Döntő: szeptember 6.       | Sebő Ágota SZOT I                                              | 11.47,6 | Csala Márta Dózsa                                           | 12:57,0 | Kiss Judit SZOT I                                            | 13:57,2 |
| 100 m hátúszás Döntő: szeptember 6.         | Hunyadfi Magda SZOT I                                          | 1:19,4  | Nagy Éva SZOT II                                            | 1:24,4  | Kárpáti Judit SZOT I                                         | 1.25,8  |
| 200 m hátúszás Döntő: szeptember 7.         | Temes Judit SZOT I                                             | 2:50,4  | Hunyadfi Magda SZOT I                                       | 2:54,2  | Nagy Éva SZOT II                                             | 3:04,6  |
| 100 m mellúszás Döntő: szeptember 5.        | Killermann Klára SZOT I                                        | 1:25,6  | Kiss Éva Dózsa                                              | 1:29,4  | Őri Lívia SZOT II                                            | 1:33,4  |
| 200 m mellúszás Döntő: szeptember 6.        | Killermann Klára SZOT I                                        | 3:02,0  | Hunyadfi Magda SZOT I                                       | 3:09,2  | Kiss Éva Dózsa                                               | 3:09,4  |
| 100 m pillangóúszás Döntő: szeptember 5.    | Littomeritzky Mária SZOT I                                     | 1:23,0  | Pásztor Edit SZOT I                                         | 1:33,8  | Kocsis Edit SZOT II                                          | 1:34,6  |
| 200 m pillangóúszás Döntő: szeptember 7.    | Littomeritzky Mária SZOT I                                     | 3:13,3  | Kocsis Edit SZOT II                                         | 3:38,2  | Pásztor Edit SZOT I                                          | 3:38,5  |
| 150 m vegyes úszás Döntő: szeptember 6.     | Temes Judit SZOT I                                             | 1:59,9  | Kárpáti Judit SZOT I                                        | 2:12,8  | Kiss Éva Dózsa                                               | 2:20,4  |
| 4 × 100 m gyors váltó Döntő: szeptember 7.  | SZOT I Littomeritzky Mária Temes Judit Novák Éva Szőke Katalin | 4:39,0  | SZOT II Kárpáti Vera Sebő Ágota Nagy Gyergyák Magda         | 4:51,6  | SZOT III                                                     | 5:13,5  |
| 4 × 100 m vegyes váltó Döntő: szeptember 5. | SZOT I Temes Judit Novák Éva Littomeritzky Mária Szőke Katalin | 5:19,8  | SZOT II Hunyadfi Magda Killermann Klára Gyergyák Magda Nagy | 5:33,4  | SZOT III Kárpáti Vera Paszternák Ilona Kiss Gebhardt Gizella | 6:07,4  |